# Schackstedt
Schackstedt – dzielnica miasta Aschersleben w Niemczech, w kraju związkowym Saksonia-Anhalt, w powiecie Salzland.
Do 31 grudnia 2009 była to oddzielna gmina leżąca we wspólnocie administracyjnej Saale-Wipper.

## Współpraca
Miejscowość partnerska:
- Dannstadt-Schauernheim, Nadrenia-Palatynat